# Liên Sơn, Tân Yên
Liên Sơn là một xã thuộc huyện Tân Yên, tỉnh Bắc Giang, Việt Nam.
Xã Liên Sơn có diện tích 7,58 km², dân số năm 1999 là 4799 người, mật độ dân số đạt 633 người/km².